# Rynek w Nowym Targu
Rynek w Nowym Targu – rynek miejski znajdujący się w nowotarskim śródmieściu. Wytyczony został po raz pierwszy w 1346, przy lokacji miasta. Do Rynku prowadzi 8 ulic – po dwie w każdym narożniku: do południowo-wschodniego narożnika ulica Szaflarska i Harcerska, do północno-wschodniego Jana III Sobieskiego i Tadeusza Kościuszki, do północno-zachodniego św. Katarzyny i Szkolna, a do narożnika południowo-zachodniego Kolejowa i Kazimierza Wielkiego. Ma kształt prostokąta o wymiarach 138 na 110 m, co daje powierzchnię 1,5 ha.

## Zabudowa Rynku

### Ratusz

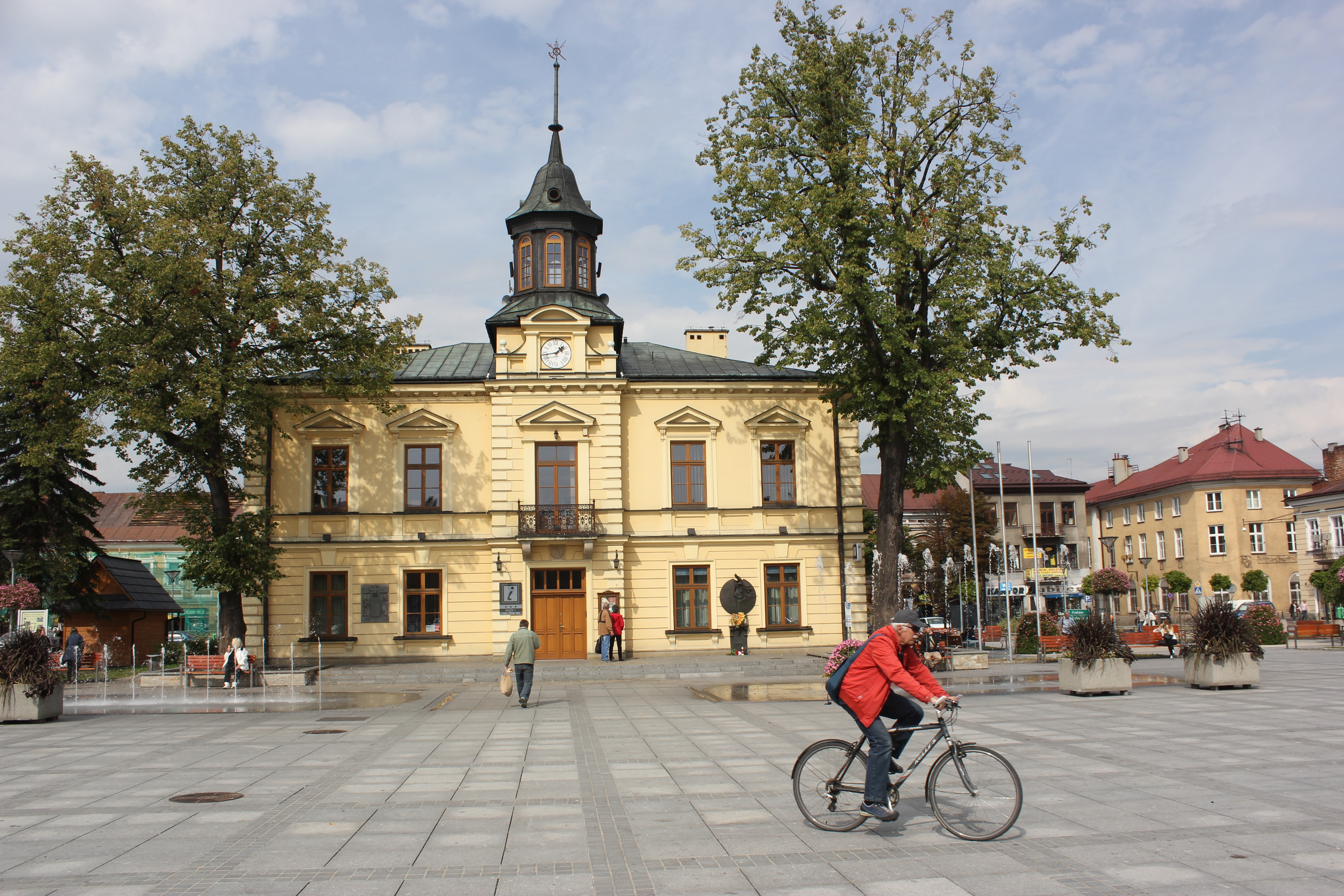
Ratusz w Nowym Targu i budynek poczty (w tle)

Budynek ratusza w Nowym Targu pochodzi z połowy XIX wieku i jest budynkiem dwukondygnacyjnym o pseudoklasycystycznej formie. Front ratusza stanowi wieża zegarowa z przeszkloną latarnią, nakryta hełmem z iglicą.
Ratusz stoi na miejscu wcześniejszego budynku pełniącego tę samą funkcję. Opis poprzedniego ratusza zawarty jest w lustracji z 1767. Ratusz był wówczas budynkiem drewnianym, niedawno ukończonym. Nakryty był dachem gontowym i otoczony podcieniami, wspartymi na słupach. Posiadał też wieżę. Oprócz siedziby władz miejskich znajdowało się w nim także więzienie. Fundamenty dawnego ratusza zostały odnalezione podczas rewitalizacji w 2012.

### Kamienice
Do końca XVIII wieku Rynek posiadał drewnianą zabudowę. Strawił ją pożar w 1784. Ze względu na przyszłe bezpieczeństwo postanowiono wybudować murowane kamienice. Jedną z pierwszych postawiła pod koniec XVIII stulecia rodzina Strzałkowskich.
W połowie XIX wieku zabudowa Rynku była już w przeważającej większości murowana. Z tego okresu zachowały się zabytkowe kamieniczki, które usytuowane są w większości po północnej stronie Rynku. Wśród nich przeważa typ kamienicy dwukondygnacyjnej, z trójosiową elewacją.

#### Pierzeja północna

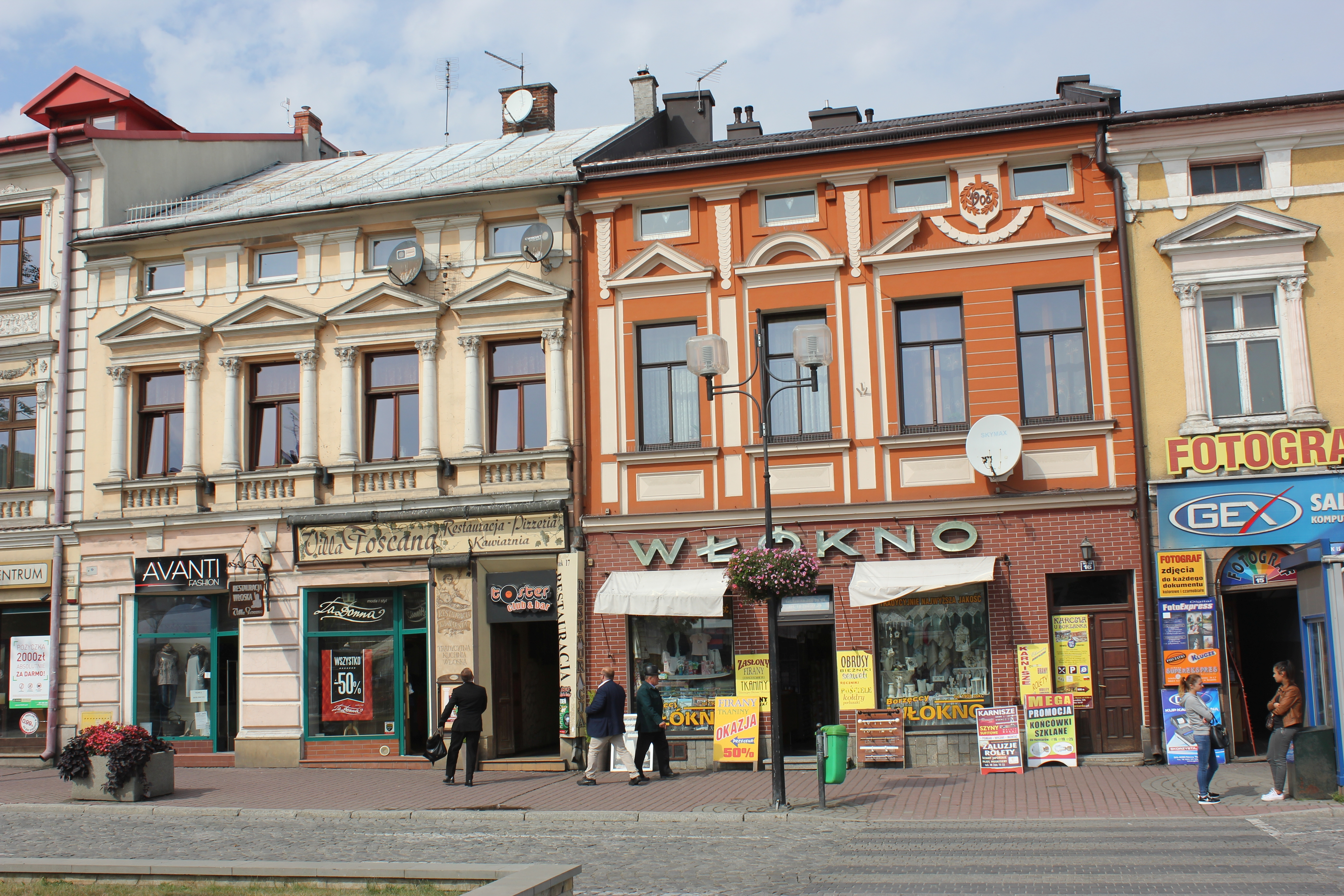
Kamienice nr 16 i 17 przy północnej pierzei Rynku

Na pierzei północnej Rynku uwagę zwraca kamienica nr 9, należąca pierwotnie do rodziny Herzów. Elewacja tego domu ozdobiona została rzędem boniowanych pilastrów. Podobnie prezentuje się kamienica nr 10, a w sąsiednim domu uwagę przyciąga kuty balkon. Kamieniczki te powstały II połowie XIX wieku.

#### Pierzeja południowa

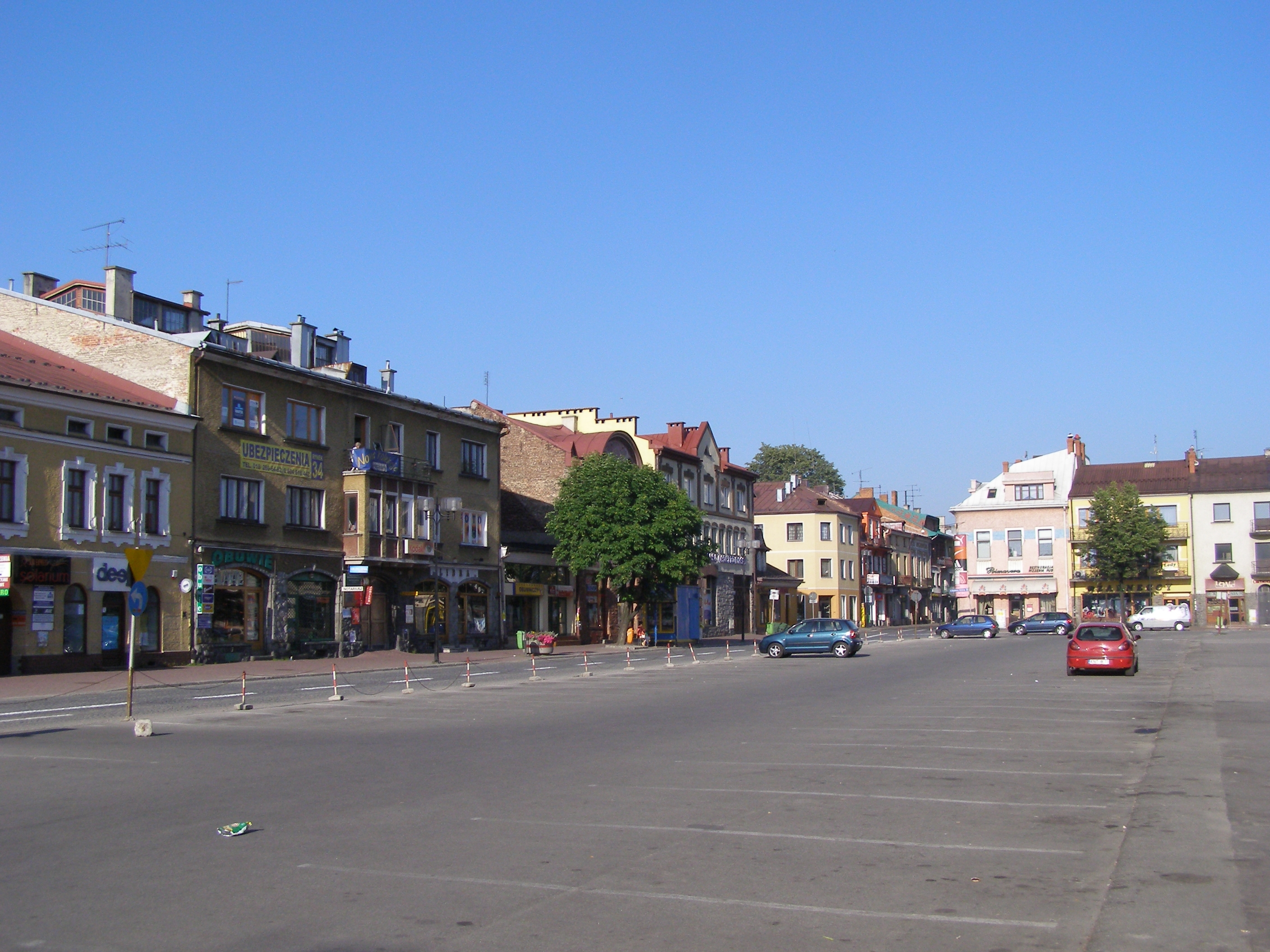
Widok na pierzeję południową (przed przebudową)

Pierzeja południowa jest dużo gorzej zachowana niż pierzeja północna. Wyróżnia się na niej secesyjny budynek ozdobiony półokrągłą ścianą attykową, pochodzący z początku XX wieku.

#### Pierzeje wschodnia i zachodnia
Ściany wschodnia i zachodnia zostały w przeważającej części zastąpione współczesnymi domami. Ich architektura jest określana jako niezbyt udana.

### Kapliczka św. Jana Kantego

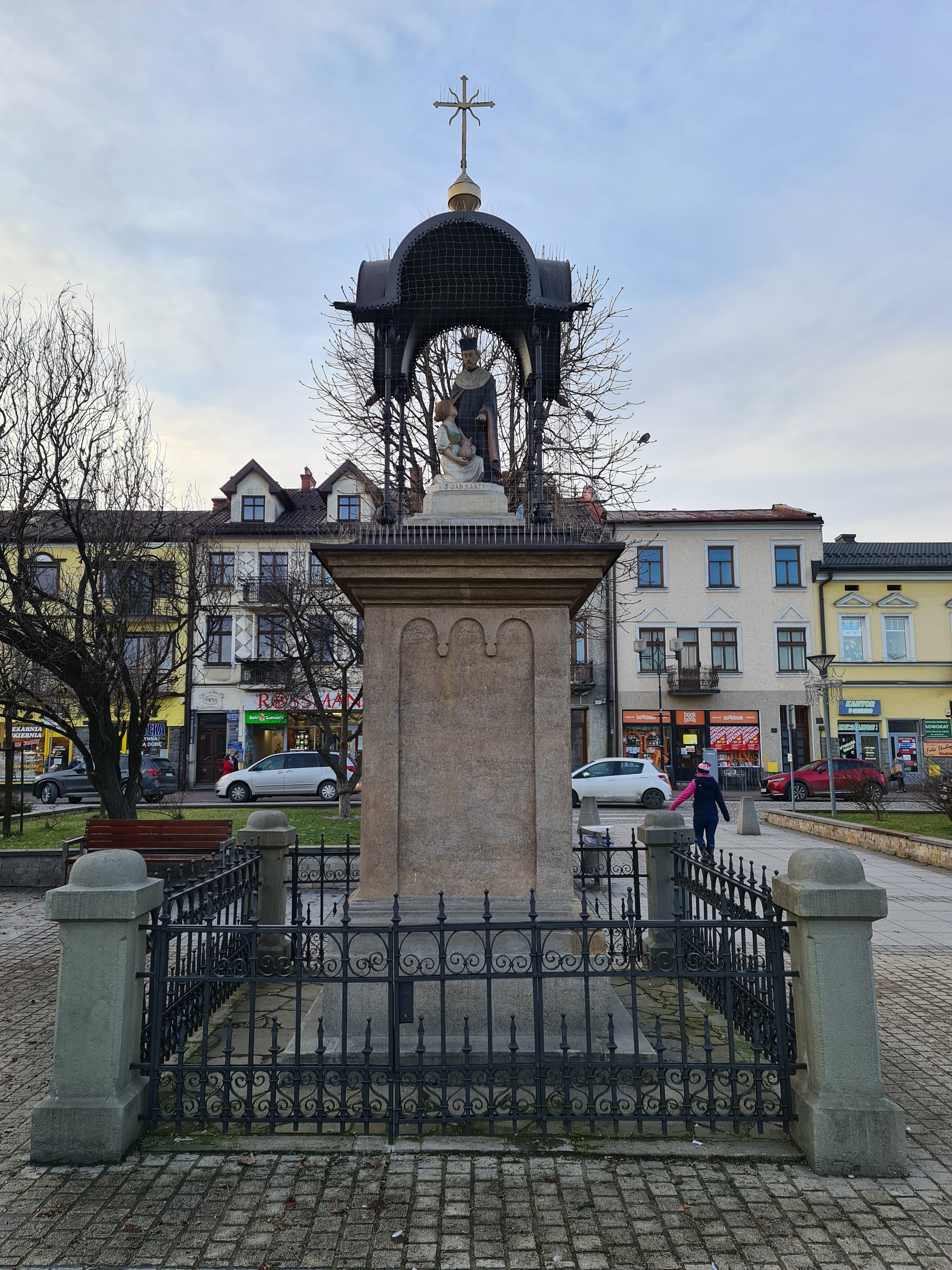
Rzeźba św. Jana Kantego

Kapliczkę postawiono po wielkim pożarze Nowego Targu w 1784. Na planie katastralnym, który wykonano po odbudowie miasta w 1846, w zachodniej części Rynku zaznaczona jest kapliczka w otoczeniu czterech drzew.
Umieszczona w kapliczce rzeźba św. Jana Kantego powstała w 1904 z inicjatywy radnego Ignacego Moczydłowskiego. Rzeźba powtarza ogólny schemat kompozycyjny poprzedniej, drewnianej rzeźby. Przedstawia ona legendę o tym, jak profesor Akademii Krakowskiej skleił w cudowny sposób gliniany dzbanek rozbity przez dziewczynę z Łobzowa. Rzeźba wykonana jest z wapienia pińczowskiego i polichromowana, umieszczona na wysokim cokole i przykryta miedzianym daszkiem.

## Historia
Nowy Targ został założony jako miasto handlowe, przez co Rynek jest obszerny. Wieki temu, raz do roku odbywał się na nim jarmark, na który tłumnie zjeżdżali kupcy oraz ludność całego Podhala. Potem władcy dodawali kolejne jarmarki, aż ostatecznie w 1920 było ich 26. W 1925 burmistrz Józef Rajski zdecydował, że jarmark będzie odbywał się raz w tygodniu. Z czasem jarmark przeniesiono z Rynku na osiedle Bereki, a obecnie odbywa się on na nowej targowicy na brzegu Dunajca.
Po pożarze w 1784 starosta sądecki Austriak Tischirsch von Siegstetten zainicjował przebudowę miasta. Nadał miastu nowy plan siatki ulic, nie pokrywający się z dawnym układem budynków. Został wówczas powiększony Rynek.
Po 1884 powstał nowy murowany ratusz, o kształcie takim jak obecnie.
W latach 1950–2012 na Rynku stał pomnik Władysława Orkana. Pierwotnie pomnik stanął w 1934 na Małym Rynku (dzisiejszym placu Juliusza Słowackiego). Po wybuchu II wojny światowej Niemcy zamierzali zniszczyć pomnik. Nowotarżanie, którym zostało to zlecone, zniszczyli jedynie postument, a sam posąg zakopali na terenie miejskiej elektrowni. Po 10 latach, w 1950 posąg odkopano. Ponieważ na placu Słowackiego stał już pomnik wdzięczności Armii Czerwonej, Orkan stanął na Rynku. W 2012, przy okazji rewitalizacji Rynku, pomnik Orkana przeniesiono w pierwotne, przedwojenne miejsce, na plac Słowackiego.
W latach 2011–2012 Rynek przebudowano. W ramach projektu przebudowano nawierzchnię w obrębie płyty Rynku na powierzchnię z płyt granitowych i usunięto 80 drzew i krzewów. Dokonano iluminacji budynku Ratusza i kapliczki św. Jana Kantego. W miejscu kamiennego basenu dawnej fontanny (służącego jako gazon) powstała nowa. Nowa fontanna nie jest otoczona murkiem, jak wcześniej, ale zaaranżowana w poziomie powierzchni płyty i iluminowana. Ograniczono ilość miejsc parkingowych. Ze środku rynku usunięto parkingi, w zamian przy północnej i południowej pierzei powstały zatoki parkingowe. Na płycie Rynku pojawiły się elementy małej gastronomii - ogródki letnie. Ruch kołowy wokół Rynku pozostał bez zmian.
W 2020 średniowieczny układ urbanistyczny miasta Nowy Targ, łącznie z Rynkiem, został wpisany przez Małopolskiego Wojewódzkiego Konserwatora Zabytków do rejestru zabytków nieruchomych województwa małopolskiego.

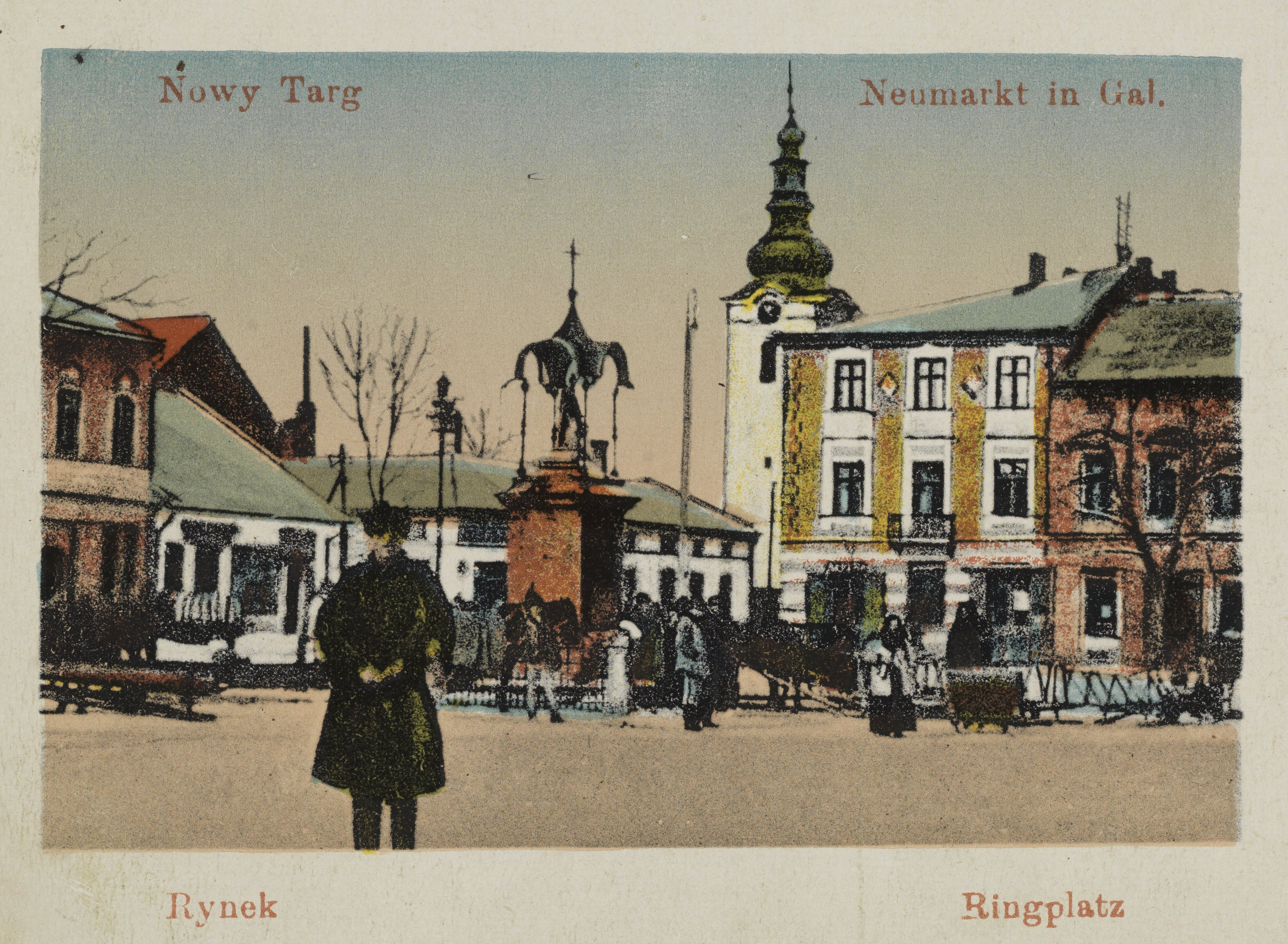
Rynek między 1914 a 1918
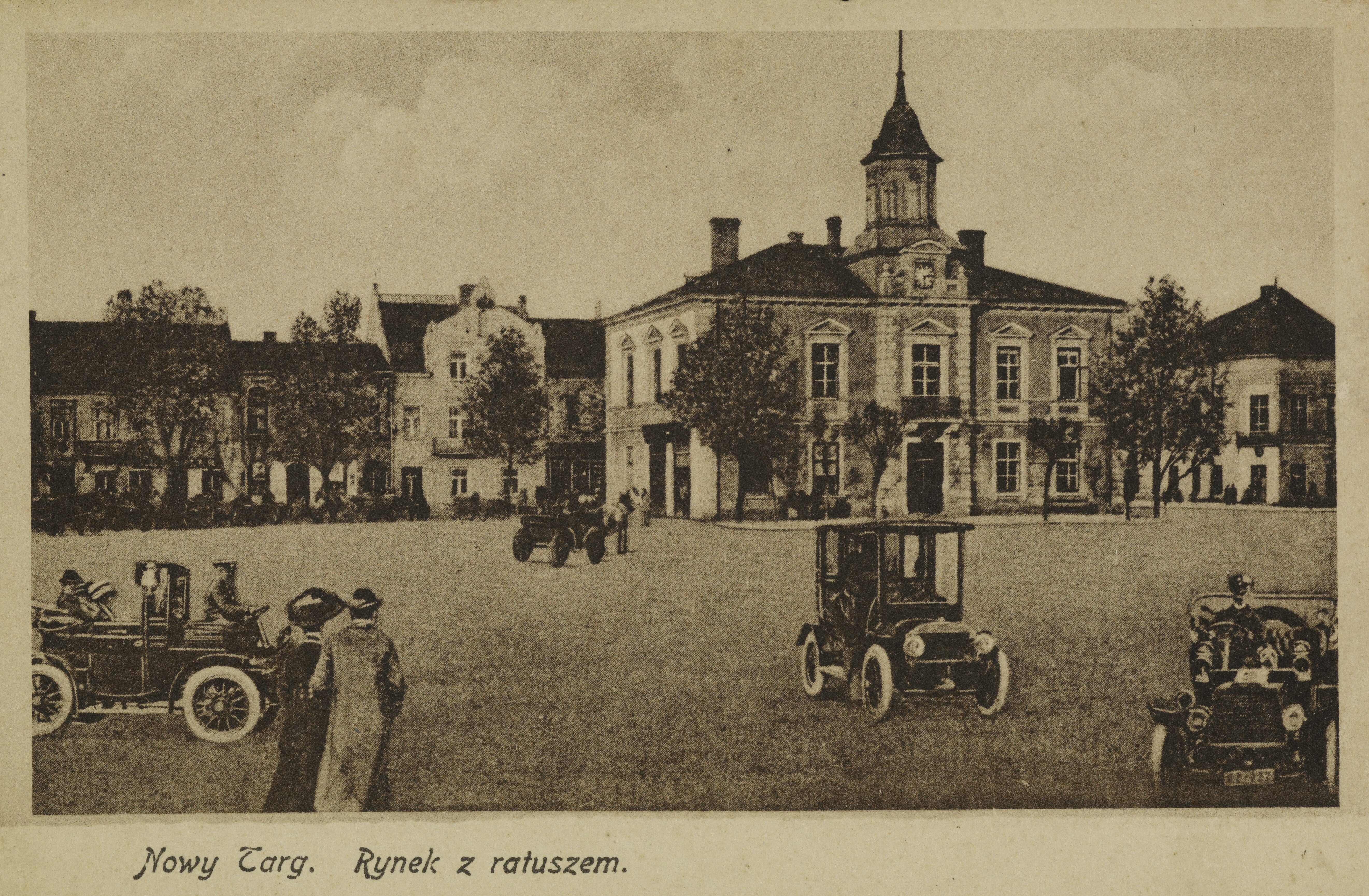
Rynek w 1918
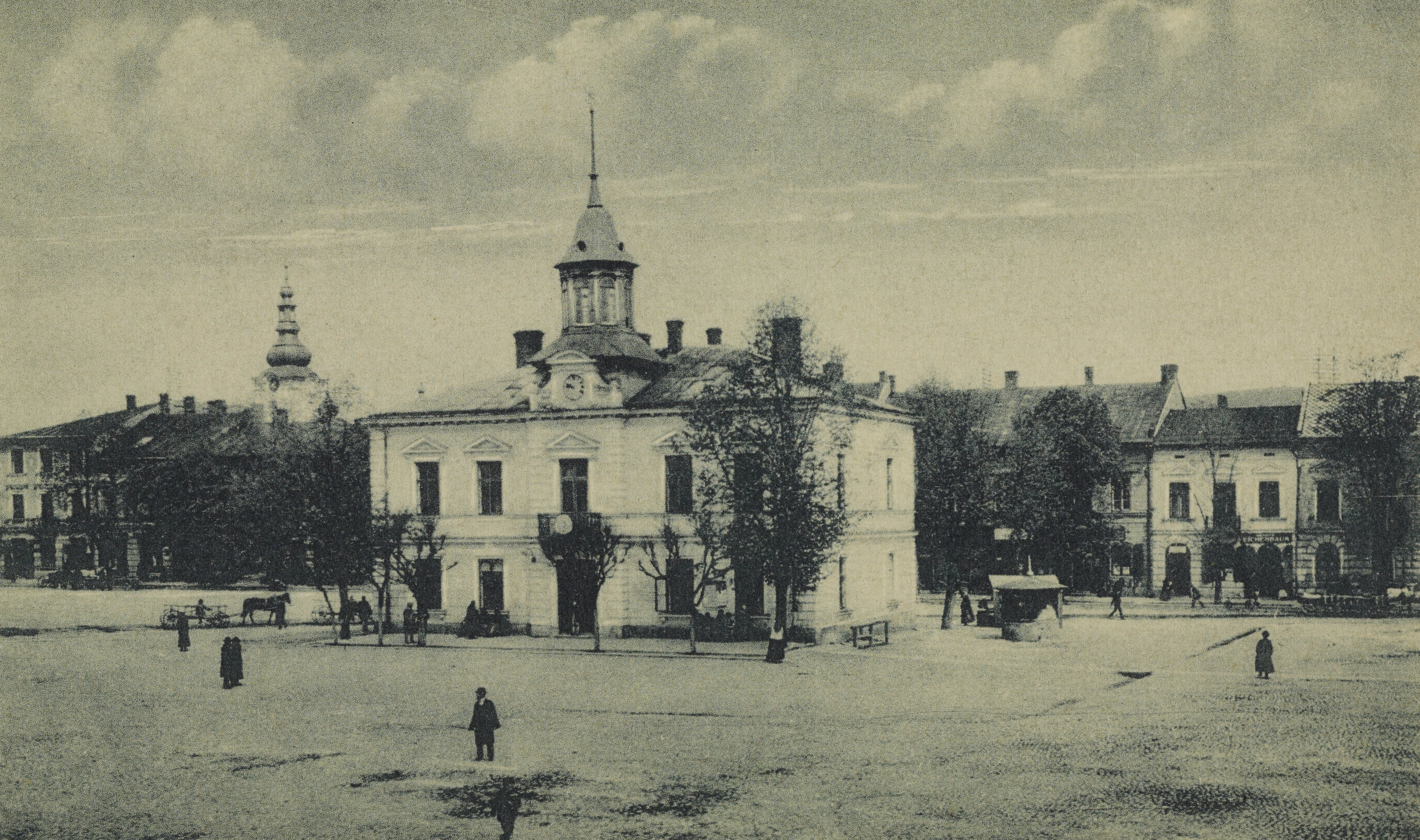
Rynek między 1923 a 1926

## Imprezy i wydarzenia
Nowotarski rynek aspiruje do miana kulturalnego i towarzyskiego centrum Nowego Targu. W 2013 władze miasta ogłosiły program wydarzeń na Rynku:
- Marzec - ostatni miesiąc działania miejskiego lodowiska
- Kwiecień - brak planów
- Maj - juwenalia studentów, benefis Jana Kantego Pawluśkiewicza, festyn związany z produktami i kulturą regionalną
- Czerwiec - brak planów
- Lipiec - Małopolski Festiwal Smaku oraz kino na wolnym powietrzu
- Sierpień - kino na wolnym powietrzu, Tour de Pologne, piknik country oraz kilkudniowy Jarmark Podhalański
- Wrzesień - festyn "Święto Chleba"
- Październik - Dzień Papieski zorganizowany przez parafie
- Listopad - święto niepodległości
- Grudzień - kiermasz świąteczny, lodowisko na wolnym powietrzu, sylwester
- Styczeń i luty - lodowisko